# Zhaoqing Wendeng
Zhaoqing Wendeng (chiń. 招慶文登; pinyin Zhāoqìng Wéndēng; kor. 초경문등 Ch’ogyŏng Mundŭng; jap. Shōkei Monto; wiet. Chiêu Khánh Văn Dăng; ur. 884, zm. 972) – chiński mistrz chan, uczeń mistrza chan Baofu Congzhana, znany także jako Zhaoqing Shengdeng.

## Życiorys
Wendeng pochodził z dystryktu Xianyou w Quanzhou (Fujian) z rodziny Yuan.
Został mnichem w klasztorze Bodhi należącym do dużego klasztoru Longhua w Quanzhou. Pierwotnie poświęcił się winai. Jednak szybko zorientował się, że nauka reguł to nie wszystko i po usłyszeniu, że nauki chanu są najwyższe, udał się na poszukiwanie mistrza. Odwiedził trzy miejsca w Fuzhou – Gushan, Zhangqing i Anguo – ale nie zdołał w nich osiągnąć oświecenia. Trzy klasztory w tych miejscowościach prowadzone były przez spadkobierców Dharmy Xuefenga Yicuna i jest możliwe, że spotkał któregoś z nich osobiście lub nawet wszystkich. Mniej więcej w tym okresie klasztory te były prowadzone przez Gushana Sheyana (Gushan), Zhangqinga Huilenga (Zhangqing) i Zhongta Huiqiu (Anguo; mistrz ten także jest znany jako Anguo Huiqiu).
Ostatecznie Wendeng natrafił na mistrza Baofu Congzhana, który rozpoczął prowadzić klasztor Baofu w 917 r. Najpewniej właśnie wtedy Wendeng pojawił się w klasztorze. Zutang ji nie przekazuje żadnych informacji o okolicznościach oświecenia Wendenga, jednak zapis jego rozmowy w mistrzem Baofu wskazuje, że uczeń poprzez swoje zachowanie pokazuje swoją oświeconą naturę. Według tego dzieła był to moment przekazania Dharmy dla Baofu.
Wendeng rozpoczął wtedy okres wędrówek i podróżował przez regiony Wu i Chu. Zutang ji podkreśla, że mimo tego Wendeng trzymał się nauk Baofu.
Po pewnym czasie Wendeng stał się znany i zwrócił na niego uwagę komisarz prefekturalny (chiń. junshi) Wang Yanhan, członek panującej w Min rodziny. Został poproszony o „obrócenie koła Dharmy”, czyli nauczanie w tym regionie. Yanhan wybudował klasztor Qianfo (Tysiąca Buddów) w okresie pomiędzy 926 a 930 r. i Wendeng prowadził go przez ponad 10 lat.
Następnie mistrz przeniósł się w okresie pom. 944 a 946 r. do klasztoru Zhaoqing w Chuanzhou, który był wiodącym klasztorem rejonu Min (obecnie w prowincji Fujian). Jednak w jakiś czas potem podczas zamieszek, klasztor ten został całkowicie spalony przez żołnierzy. Prefekt z Quanzhou, były urzędnik z Min i obecny Południowego Tang – Liu Congxiao – wybudował nowy klasztor obok spalonego. Otrzymał on nazwę Nanchan (Południowy Chan). Opatem został Wendeng, który kontynuował działalność rozpoczętą w Zhaoqing si. Przyciągnął dużą liczbę uczniów, a nowy klasztor zyskał bardzo dobrą reputację. W jakiś czas potem rejon dostał się pod panowanie dynastii Song. Jej przedstawicielem w dawnym rejonie Min został Xu Xuan (917–992), który przesyłał na cesarski dwór bardzo pochlebne informacje.
Mistrz zmarł w 972 r.

## Znaczenie mistrza
W ciągu swojego życia Wendeng otrzymał trzy honorowe tytuły: Jingxiu chan shi (Mistrz chan Kultywujący Czystość) od Wanga Yanhana, Mingjue chanshi (Mistrz chan Jaśniejącego Oświecenia) od Zhu Wenjina, Zhenjue chanshi (Prawdziwie Oświecony mistrz chan) od cesarza Taizu.
To, że mistrz otrzymał aż trzy tytuły, nie musi świadczyć bezpośrednio, że był mistrzem wybitnym. Był to bardzo niespokojny okres w historii tego regionu i mistrz został uhonorowany przez trzy kolejne władze. Jednak to, że trzy różne władze uhonorowały go, świadczy pośrednio, że był mistrzem, o którego władze zabiegały. Jego reputacja musiała być więc wyjątkowa, jeśli w takich czasach potrafił zapewnić sobie wsparcie i patronat trzech władców.
Przez władze musiał być także postrzegany jako przedstawiciel pacyfikującej siły buddyzmu, co w tym okresie musiało być niezmiernie ważne.
Oprócz tytułów Wendeng został uhonorowany purpurową szatą, co świadczy, że musiał być opatem wiodącego klasztoru w rejonie, którym był przed spaleniem Zhaoqing.
Do dziś nie zachowało się epitafium mistrza, ale musiało ono istnieć, gdyż tekst poświęcony mistrzowi w Quanzhou Kaiyuan si zhi (Zapiski z klasztoru Kaiyuan) oparty jest właśnie na nim.
Mistrz całkowicie popierał „nowy styl” chanu wprowadzony przez Mazu Daoyi. Otwarcie także honorował jego spuściznę w postaci jego chanu, który uważał za wyznaczający standardy. W ogólności świadczy to także o tym, że afiliacje w chanie nie musiały przebiegać tylko w linii przekazu czy wśród „braci w Dharmie” (czyli uczniów tego samego mistrza).

## Dzieła literackie
Mistrzowi przypisywane jest dzieło Quanzhou Qianfo xinzhu zhu zushi song (Świeżo skomponowane pochwały dla różnych patriarchalnych mistrzów zebrane w klasztorze Qianfo w Quanzhou). Upamiętnia ono patriarchów chanu w formie wierszy. Wiersze te poświęcone są 28 patriarchom indyjskim, 6 Patriarchom chińskim od Bodhidharmy do Huinenga oraz trzem pokoleniom mistrzów od Huinenga do Mazu.
Pierwsze dwa wersy wiersza poświęconego Mazu brzmią następująco i w pełni potwierdzają jego admirację dla tego mistrza:
Mazu Daoyi, jego praktyka jest twarda jak diament,
Przebudzony do korzeni i w stanie transcendencji (...)
Uczniowie mistrza napisali jedno z podstawowych dziś dzieł do badania historii chanu – Zutang ji.

## Linia przekazu Dharmy zen
Pierwsza liczba oznacza liczbę pokoleń mistrzów od 1 Patriarchy indyjskiego Mahakaśjapy.
Druga liczba oznacza liczbę pokoleń od 28/1 Bodhidharmy, 28 Patriarchy Indii i 1 Patriarchy Chin.
- 33/6. Huineng (638–713)
  - 34/7. Qingyuan Xingsi (660–740)
    - 35/8. Shitou Xiqian (700–790)
      - 36/9. Tianhuang Daowu (748–807)
        - 37/10. Longtan Chongxin (782–865)
          - 38/11. Deshan Xuanjian (819–914)
            - 39/12. Xuefeng Yicun (822–908)
              - 40/13. Furong Lingxun (bd)
              - 40/13. Jingqing Daofu (863–937) (także Shunde)
              - 40/13. Cuiyan Yongming (bd)
              - 40/13. Yunmen Wenyan (862–949) szkoła yunmen
              - 40/13. Baofu Congzhan (zm. 928)
                - 41/14. Zhaoqing Wendeng (884–972)
                - 41/14. Lontan Ruxin (bd)
                - 41/14. Shangu Xingchong (bd)
                - 41/14. Baoci Wenqin (bd)
                - 41/14. Yanshou Huilun (bd)